# Primal Fear (film)
Primal Fear är en amerikansk film från 1996, i regi av Gregory Hoblit.

## Handling
En försvarsadvokat (Richard Gere) försvarar en korgosse (Edward Norton) som anklagas för mordet på en ärkebiskop. 

## Om filmen
Edward Norton oscarnominerades för sin roll, som blev hans genombrott. Filmen är baserad på William Diehls roman med samma namn. 

## Rollista (urval)
| Richard Gere      | – Martin Vail   |
| Laura Linney      | – Janet Venable |
| Edward Norton     | – Aaron         |
| Andre Braugher    | – Tommy Goodman |
| John Mahoney      | – Shaughnessy   |
| Alfre Woodard     | – Shoat         |
| Frances McDormand | – Molly         |
| Terry O'Quinn     | – Bud Yancy     |
| Steven Bauer      | – Joey Pinero   |
| Tony Plana        | – Martinez      |
| Maura Tierney     | – Naomi Chance  |